# Diecéze hebronská
Diecéze hebronská (latinsky Dioecesis Hebronensis) byla katolická diecéze v Palestině. U hrobky patriarchů vznikla diecéze podřízená latinskému patriarchátu jeruzalémskému až během křížových výprav, v roce 1167, a trvala až do 13. století. Nyní je titulární diecézí, která je vakantní. Seznam nositelů tohoto biskupského titulu je velmi komplexní a nejasný.

## Seznam biskupů

### Sídelní latinští biskupové
- Rainald (1167–1170)
- Bartoloměj, O.Cist. (1249 – po 1257)
- Petr (1263–1267)
- Goffred, O.P. (1273–1283)

### Titulární biskupové
- Everardo (?–?, zemřel)
- Giovanni Antonio, O.Cist. (1351–?)
- Nicola (1355–1357)
- Rudolf Gruyère, O.F.M. (1440–1447, zemřel)
- Ondřej (zmiňován r. 1456)
- Alvaro, O.F.M. ( 1457–?)
- Jakub Monsane (1475–?)
- Jan Cafurio (1500–?)
- Jakub Ridder, O.P. (1503–1529, zemřel)
- Jacques Le Doux, O.S.B. (1541–?)
- Giacomo Rovellio (1580–1584, poté biskupem ve Feltre)
- Ascanio Parisi (1599–1600, poté biskupem v Marsico Nuovo)
- Friedrich Förner (1612–1630, zemřel)
- Charles-Auguste de Sales (1644–1645, poté biskupem ženevským)
- Mattia Ripa (1729–1733, zemřel)
- Samuel Głowiński (1733–1776, zemřel)
- Ignatius Dłuski (1778–?)
- Franz Arnold Melchers (1836–1851, zemřel)
- Lajos Haynald (1852–1852, poté biskupem transylvánským)
- Gaetano Pace-Forno, O.S.A. (1857–1857, poté biskupem na Maltě)
- Bernhard Bogedain (1857–1860, zemřel)
- Gaspard Mermillod (1864–1883, poté biskupem lausansko-ženevským)
- Michel Petkoff (1883–1921, zemřel)
- Giordano Corsini (1922–1923, poté biskupem guastallským)
- Alexander MacDonald (1923–1941, zemřel)
- Pedro Massa, S.D.B. (1941–1968, zemřel)